# Bragard-Zeichen
Das Bragard-Zeichen ist ein neurologisches Zeichen, das Nervendehnungsschmerzen beschreibt. Der zugehörige Test wurde erstmals vom serbischen Arzt Laza Lazarević (1884) und dem deutschen Orthopäden Karl Bragard (1890–1973) beschrieben.

## Durchführung und Bewertung
Der Nervendehnungstest wird ähnlich dem Lasègue-Test ausgeführt: Der Patient liegt flach auf dem Rücken. Das gestreckte Bein wird passiv im Hüftgelenk um bis zu 70° gebeugt. Zusätzlich wird das Fußgelenk passiv dorsalextendiert (Mittelfuß und Zehen in Richtung Kopf angehoben). Bei positivem Zeichen verstärkt dies den Schmerz, der im untersuchten Bein bis zum Gesäß reicht. Es werden die Segmente L4-S1 gereizt.
Bei einem Bandscheibenvorfall ist dieser Test oft positiv, wobei dann eine Läsion (Verletzung) der Nervenwurzel vorliegen kann. Die Sensitivität des modifizierten Bragard-Tests liegt bei 69,3 % und die Spezifität bei 67,42 %.